# نويل كاسيكي
نويل كاسيكي (بالإنجليزية: Noel Kaseke)‏ (مواليد 24 ديسمبر 1980، لاعب كرة قدم زيمبابوي دولي سابق .
لعب مع أندية الشعب ودبا الحصن ومصفوت في الإمارات .

## روابط خارجية
- نويل كاسيكي على موقع قاعدة بيانات كرة القدم.إي يو (الإنجليزية)
- نويل كاسيكي على موقع ناشيونال فوتبول تيمز (الإنجليزية)
- نويل كاسيكي على موقع Soccerway.com (الإنجليزية)